# Волинський Віталій Олександрович
Віта́лій Олекса́ндрович Воли́нський (рос. Волынский Виталий Александрович, 15 листопада 1936, Курськ, РРФСР, СРСР — 11 лютого 2005, Київ, Україна) — радянський і український художник кіно. Член Національної спілки кінематографістів України (1988).

## Біографічні відомості
Закінчив відділ графіки Київського поліграфічного інституту.
З 1970 року — художник-декоратор і художник-постановник Київської кіностудії ім. О. П. Довженка.

## Фільмографія
Художник-декоратор:
- «Назад дороги немає» (1970, реж. Г. Ліпшиць)
- «Ніна» (1971, реж. В. Кондратов, О. Швачко)
- «Зозуля з дипломом» (1971, реж. В. Іллєнко, І. Самборський)
- «Будні карного розшуку» (1973, реж. С. Цибульник)
- «Анна і Командор» (1974, реж. Є. Хринюк)
- «Каштанка» (1976, реж. Р. Балаян)
- «Така пізня, така тепла осінь»  (1981, реж. І. Миколайчук)

Художник-постановник:
- «Стара фортеця» (1973, т/ф, «Місто біля моря», 6-7 серії; реж. О. Муратов)
- «Бірюк» (1977, реж. Р. Балаян)
- «Спогад…» (1977, реж. В. Кондратов)
- «Зустріч» (1980, к/м, з кіноальманаху «Молодість». Випуск 3-й, реж. О. Ітигілов)
- «Польоти уві сні та наяву» (1982, реж. Р. Балаян)
- «Звинувачення» (1984, у співавт. з О. Даниленком; реж. В. Савельєв)
- «Трійка» (1985, реж. В. Крайнєв, А. Федоринський)
- «Квартирант» (1987, реж. О. Візир)
- «Годинникар і курка» (1989, реж. А. Степаненко)
- «Мої люди» (1990, реж. О. Гойда)
- «Із життя Остапа Вишні» (1991, реж. Я. Ланчак)
- «Короткий подих кохання» (1992, Росія—Фінляндія, реж. В. Харченко)
- «Геть сором!» (1994, реж. О. Муратов) та ін.